# Chiara Simionato
Chiara Simionato (* 4. Juli 1974 in Treviso) ist eine ehemalige italienische Eisschnellläuferin der Weltklasse sowohl auf den Kurzstrecken als auch im Mehrkampf.

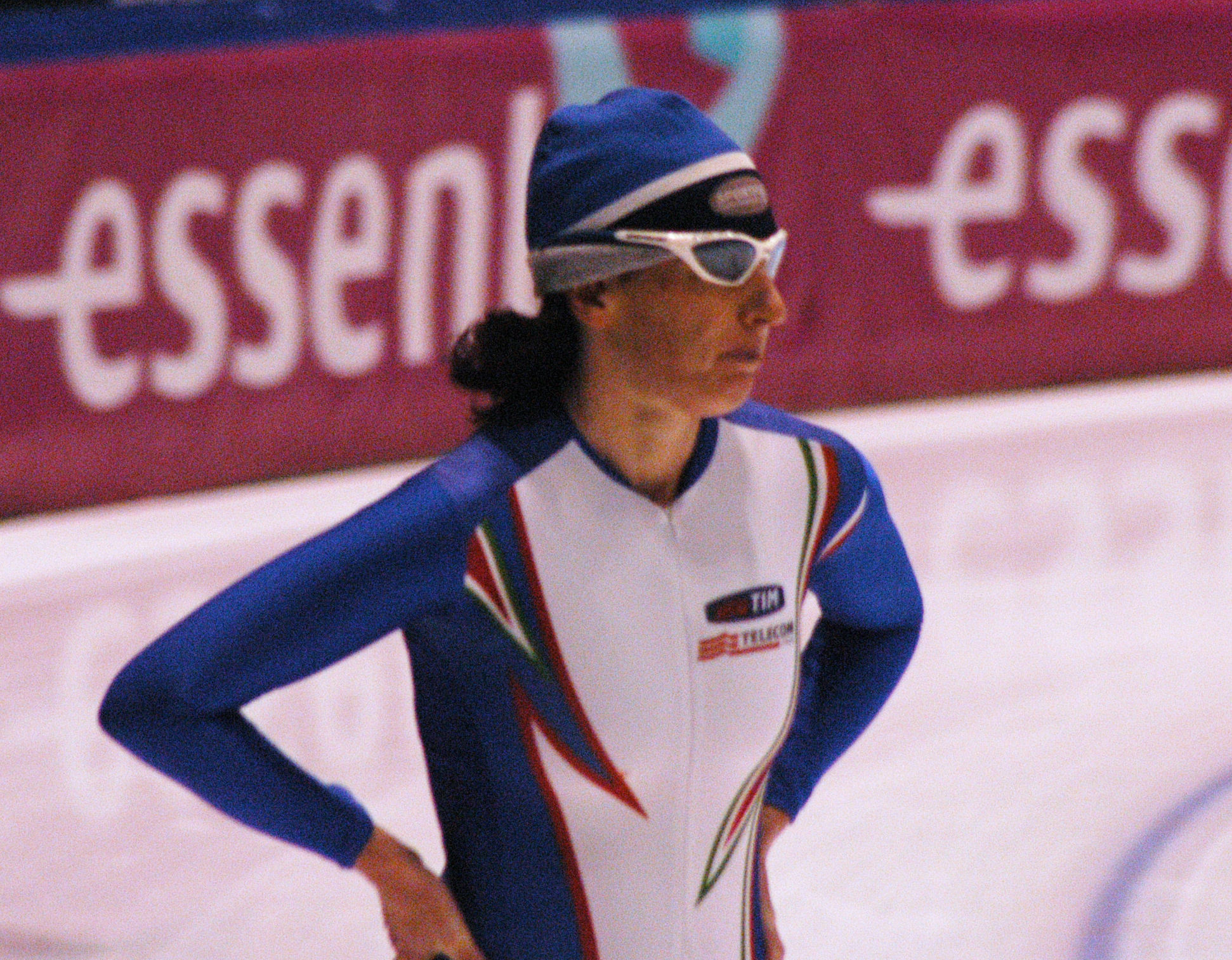
Chiara Simionato beim Weltcup in Heerenveen 2007

Chiara Simionato debütierte in der Saison 1995/96 im Weltcup. Bevor sie nach zehn Jahren in der erweiterten Weltspitze in der Saison 2004/05 ihren endgültigen Durchbruch in die Weltspitze schaffte, konnte sie mehrere Achtungserfolge durch vordere Platzierungen erreichen. Bis heute (November 2006) konnte sie sechs Weltcuprennen entscheiden. Im Gesamtweltcup über 1000 Meter wurde sie 2004 Dritte, 2005 gewann sie den Gesamtweltcup über 1000 m, 2006 war sie Zweite, über 500 Meter 2006 Dritte. 2007 holte sie sich den zweiten Gesamtweltcup über 1000 m. Bei den Olympischen Winterspielen 2006 in Turin gehörte sie zum engeren Kreis der Medaillenanwärter, konnte aber abgesehen von einem fünften Platz über die 1500 Meter vor heimischen Publikum nicht überzeugen.
Ihre einzige Medaille bei einer internationalen Meisterschaft war die Bronzemedaille bei den Sprintweltmeisterschaften 2006 in Heerenveen. Siebenmal wurde Simionato italienische Meisterin.